# Lomnice (Eger)
Die Lomnice (deutsch Lomitzbach, auch Lomnitz, am Oberlauf Fleckbach) ist ein rechter Zufluss der Eger in Tschechien. 

## Verlauf
Die Lomnice entspringt am südwestlichen Fuße der Složiště (Legerberg, 778 m n. m.)  im Duppauer Gebirge. Ihre Quelle befindet sich in der Wüstung Heřmanov (Hermersdorf) auf dem Truppenübungsplatz Hradiště.
Der Bach nimmt anfänglich südliche Richtung; am U Střelnice  (635 m n. m.) wendet er sich nach Südwesten und durchfließt die Wüstung Pastviny (Ranzengrün). Ab der Wüstung Zakšov (Sachsengrün) führt der Unterlauf des Baches nach Westen. Die Lomnice fließt auf diesem Abschnitt durch die Wüstung Horní Lomnice (Ober Lomitz). Anschließend verlässt der Bach das Militärgebiet und fließt durch Dolní Lomnice (Unter Lomitz) nach Kyselka (Gießhübl-Sauerbrunn). 
Nach 10,1 Kilometern mündet die Lomnice am nördlichen Fuße der Bučina (582 m n. m.) unweit der Abfüllanlage von Mattoni in die Eger.

## Zuflüsse
- Mlýnský potok (Mühlbach), bei Zakšov (links)
- Pstružný potok (Forellenbach), oberhalb von Dolní Lomnice (links)